# The Katie Melua Collection
«The Katie Melua Collection» — перший альбом-збірник хітів британської джаз-блюз співачки грузинського походження Кеті Мелуа. У Великій Британії альбом вийшов 27 жовтня 2008 року.

## Список композицій

### Диск 1
1. "The Closest Thing to Crazy"
2. "Nine Million Bicycles"
3. "What a Wonderful World" (дует із Євою Кессіді)
4. "If You Were a Sailboat"
5. "Piece by Piece"
6. "Call Off the Search"
7. "On the Road Again"
8. "Mary Pickford (Used to Eat Roses)"
9. "Spider's Web"
10. "Thank You, Stars"
11. "I Cried for You"
12. "Crawling Up a Hill"
13. "Tiger in the Night"
14. "When You Taught Me How to Dance"
15. "Two Bare Feet"
16. "Toy Collection"
17. "Somewhere in the Same Hotel"

### Диск 2
1. 90-хвилине DVD — The Arena Tour 2008, Live from Rotterdam.
2. Behind the Screens — коротке кіно про підготовку на задуми турне.

### Додаткові треки для завантаження
Три додаткові треки були випущенні лише для цифрового завантаження у різних дистриб'юторських мережах:
- "Kozmic Blues" — iTunes
- "How Sweet it is to be Loved by You" — доступний при цифровому завантаженні на Tesco
- "By the Light of the Magical Moon" — вільне завантаження на The Times

## Чарти
| Чарт (2008)                     | Місце |
| ------------------------------- | ----- |
| Australian Albums Chart         | 95    |
| Austrian Albums Chart           | 29    |
| Belgian Albums Chart (Фландрія) | 13    |
| Belgian Albums Chart (Валлонія) | 8     |
| Danish Albums Chart             | 3     |
| Dutch Albums Chart              | 3     |
| European Top 100 Albums         | 7     |
| Finnish Albums Chart            | 40    |
| German Albums Chart             | 12    |
| Irish Albums Chart              | 17    |
| New Zealand Albums Chart        | 27    |
| Norwegian Albums Chart          | 12    |
| Polish Albums Chart             | 34    |
| Portuguese Albums Chart         | 4     |
| Swedish Albums Chart            | 25    |
| Swiss Albums Chart              | 5     |
| UK Albums Chart                 | 15    |

## Продажі
| Країна                       | Сертифікат | Сертифікація (таблиця продажів та сертифікатів) |
| ---------------------------- | ---------- | ----------------------------------------------- |
| Бельгія (BEA)                | Золото     | +10,000                                         |
| Данія (IFPI Denmark)         | Золото     | +15,000                                         |
| Німеччина (BVMI)             | Золото     | +150,000                                        |
| Португалія (AFP)             | Золото     | +7,500                                          |
| Швейцарія (IFPI Switzerland) | Платина    | +20,000                                         |
| Британія (BPI)               | Золото     | +100,000                                        |